# Claude-Marie Courmes
Pour les articles homonymes, voir Courmes (homonymie).
Claude-Marie Courmes, né le 9 septembre 1770 à Grasse (Alpes-Maritimes) et mort dans cette même ville le 31 janvier 1865, est un négociant, armateur grassois et homme politique français.
Maire de Grasse de 1830 à 1835, il est élu député du Var de juillet 1831 à mai 1834.

## Biographie

### Famille

Armes du père Louis Courmes, 1696.

Claude-Marie Courmes naît le 9 septembre 1770 dans une  famille de la bourgeoisie d’Ancien Régime du Pays Grasse,. Son père, Pierre-Gaspard Courmes (1731+1802), est juge de paix et consul de Grasse, recteur des Pénitents blancs de Grasse (1769, 1770 et 1783) et administrateur du département du Var (1792). Il est l'un des 550 plus imposés du Var et fait partie de l'équipe libérale qui réussit à se maintenir jusqu'à la Terreur. Sa mère, Marie Marguerite Dhéran, est la fille d'un marchand drapier à Draguignan.
Claude-Marie épousa en 1801 Marie Marguerite Justine Isnard (1779+1851), elle est la nièce de Maximin Isnard, 1er baron Isnard, et l'arrière-petite fille de Clere Courmes, épouse de Jacques Isnard marchand curateur seigneur de Deux-Frères et d'Esclapon. Leur fille, Magdeleine Françoise, est l'épouse du docteur Fortuné Maure.
Il achète à Grasse l'ancien hôtel de Clapiers-Cabris. avec son frère cadet Antoine Joseph Courmes (1777+1858), époux de Virginie Boulay, sœur de Joseph Boulay. Ces derniers sont les arrière-grands-parents du chef d'escadrons Marcel Courmes.

### Négociant et armateur

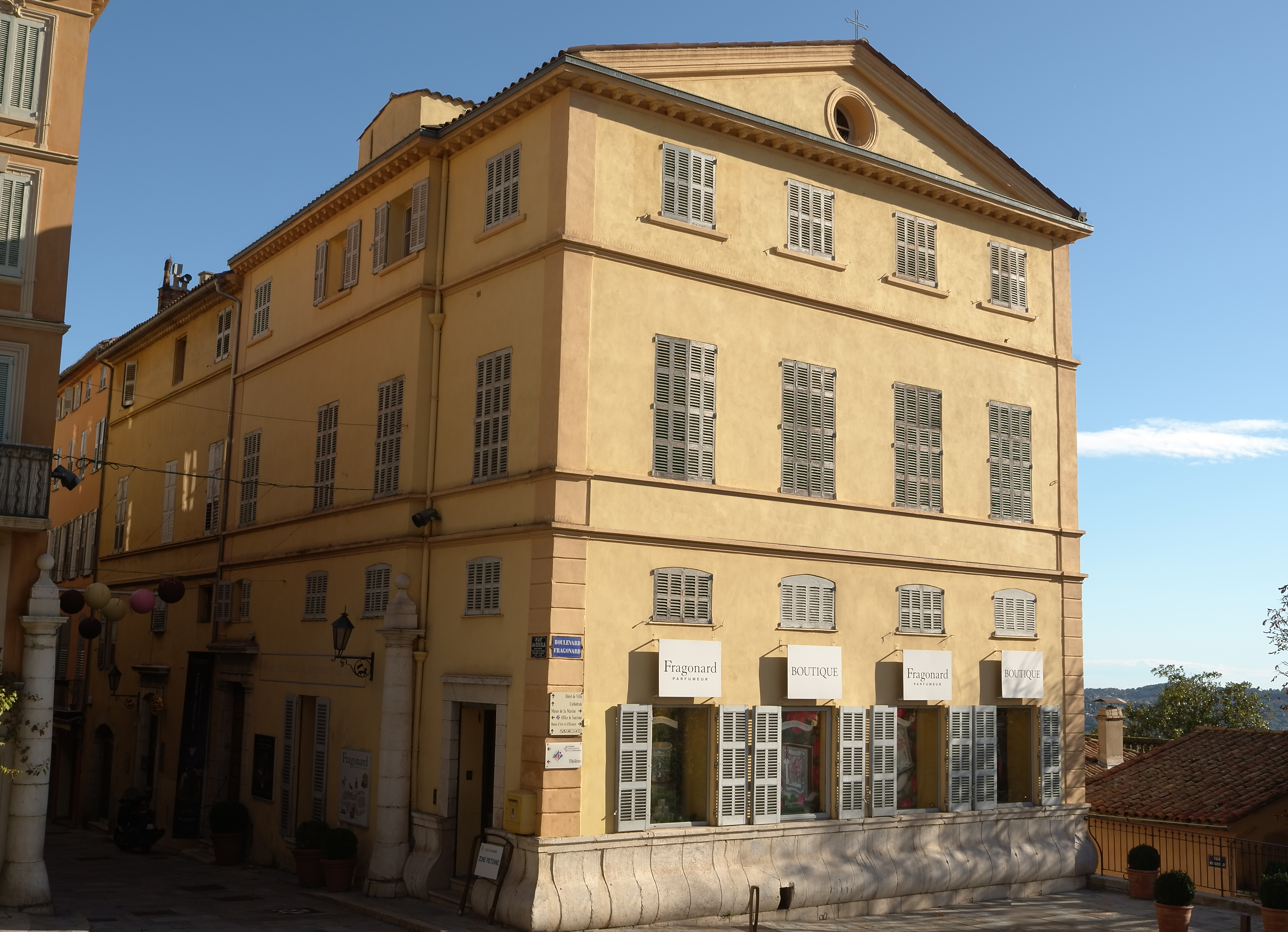
Maison Courmes
Ancien hôtel de Clapiers-Cabris.

« Les maisons Courmes et Crouet représentaient sans conteste et de loin les deux affaires les plus importantes de Grasse (...) Négociants en huile, fabricants de savon, armateurs, achetant et vendant de tout, les Courmes possédaient des entrepôts à Grasse et à Cannes ». La savonnerie de Claude-Marie Courmes est des plus modernes comme le sont alors les fabriques grassoises. La maison Courmes, liée au grand commerce marseillais, investit dans une flotte commerciale et prend des parts notamment dans la « Tartane Saint-Pierre », « L'avenir » et la « Rose-Louise ».

### Carrière politique
Courmes fait partie d'un groupe de jeunes royalistes grassois les « Enfants du soleil » qui forment notamment un rassemblement contre-révolutionnaire le 7 ventôse an V (25 février 1797) à Grasse sur la place aux Aires où l'on chante « le Réveil du peuple » : « Claude Courmes fils, négociant, donnait le ton lors de la manifestation sur la place aux cris de « Vive le Roi ! » « A bas la République » ; on l'a vu également ce jour distribuer des fusils aux participants ».
Suspecté en l'an II, il est entré au conseil municipal après Thermidor, il a été poursuivi après le coup d'état républicain de l'an V (4 septembre), puis il est nommé à nouveau au conseil municipal sous l'Empire. Membre du collège électoral d'arrondissement en 1804, conseiller général du Var de 1811 à 1833, siégeant dans la majorité soutenant la monarchie de Juillet, il est placé par le gouvernement comme maire de Grasse en 1830. François Xavier Emmanuelli le décrit comme « un savonnier, royaliste modéré pour qui le changement de dynastie et l'élargissement limité du régime censitaire constituaient les ultimes concessions à l’esprit nouveau ». Confirmé à ce poste en 1832, il est remplacé en 1835 par Joseph-François Gasq. Élu député du Var (circonscription de Grasse) le 5 juillet 1831, il prend place dans les rangs de la majorité gouvernementale et vote avec elle jusqu'en 1834, année où il cède son siège le 25 mai 1834. Il est remplacé le 21 juin 1834 par Antoine Sémerie.

« Sous la Restauration, le préfet du Var, dans son rapport sur les électeurs de 1816, dit de lui : « Négociants riche, il a des moyens et par la  famille Isnard à laquelle il appartient, il a beaucoup d'influence. Ses opinions sont celles d'un député du centre. Il est ami de l'ordre, dévoué au gouvernement. C'est un des hommes les plus éclairés du conseil général. »

## Décorations
- Chevalier de l’Ordre royal de la Légion d'honneur en date du 26 janvier 1833[19].